# Cyrtonopini
Los cirtonopinos (Cyrtonopini) son una tribu de coleópteros crisomeloideos de la familia Disteniidae.

## Géneros
Tiene los siguientes géneros:
- Cyrtonops - Dandamis